# Gojo (stad)
Gojō (五條市, Gojō-shi) is een stad in de prefectuur Nara op het Japanse eiland Honshu. De stad heeft een oppervlakte van 292,05 km² en 35.924 inwoners (2007).

## Geschiedenis
Gojō werd een stad (shi) op 15 oktober 1957. Op 25 september 2005 zijn de dorpen Nishiyoshino en Oto opgegaan in Gojō.

## Geografie
Gojō ligt in het westen van de prefectuur Nara. De rivieren de Kumanogawa en Yoshinogawa (吉野川) lopen door de stad. De stad is vrijwel geheel omgeven door bergen. Het stadhuis ligt in een vlak bekken. Ten noorden van het stadhuis ligt de 1125 m hoge berg Kongō.
Een belangrijk product van de stad is kakifruit.

## Bezienswaardigheden
- Kongō-ji-tempel: een ongeveer 800 jaar oude tempel gebouwd in de Heian-periode.
- Kuriyama-huis: deze woning aan de Shinmachi straat staat bekend als het oudste huis in Japan. Onder het dak is een inscriptie gevonden die wijst naar het jaar 1607.
- Gojō Baum: het cultureel-historisch museum van Gojō. Dit museum heeft zijn naam te danken aan zijn vorm die lijkt op een Duitse Baumkuchen.
- Eisan-ji-tempel: een tempel van de Houzan-tak van het boeddhisme uit Shingon. De eerste tempel is in 719 opgericht door Fujiwara Buchimaro als een tempel voor de Fujiwara-clan.

## Verkeer
Gojō ligt aan de Wakayama-lijn van de West Japan Railway Company.
Gojō ligt aan de volgende autowegen:
- Autoweg 24 (richting Kyoto en Wakayama)
- Autoweg 168 (richting Hirakata in de prefectuur Osaka en richting Shingū)
- Autoweg 309
- Autoweg 310
- Autoweg 370 (richting Kainan en Nara)